# I Am Wrath
I Am Wrath (bra: Eu Sou a Fúria; prt: Hora de Vingança) é um filme produzido nos Estados Unidos em 2016, coescrito por Yvan Gauthie e Paul Sloan dirigido por Chuck Russell.

## Sinopse
Quando sua esposa é brutalmente assassina por uma gangue de rua, um homem (John Travolta) furioso com a justiça e a corrupção policial resolve, então, se tornar a fúria em pessoa para destruir aqueles que abusam de seu poder.

## Elenco
| Ator/Atriz         | Personagem          |
| ------------------ | ------------------- |
| John Travolta      | Stanley Hill        |
| Christopher Meloni | Dennis              |
| Amanda Schull      | Abbie               |
| Sam Trammell       | Det. Gibson         |
| Patrick St. Esprit | Governador Merserve |
| Rebecca De Mornay  | Vivian              |